# Вельяминов, Иван Александрович
Ива́н Алекса́ндрович Вельями́нов (1771—1837) — генерал от инфантерии из рода Вельяминовых; генерал-губернатор Западной Сибири (1827—1834). Брат Алексея Вельяминова.

## Биография
Иван Вельяминов родился в 1771 году.
Участвовал в войнах с Наполеоном 1805 и 1806-07 годов, а затем в походе в Финляндию.
В 1812 году Иван Александрович Вельяминов был назначен начальником 33-й пехотной дивизии, с которой действовал в районе Риги против маршала Макдональда; в 1813 г. отличился при осаде и взятии Данцига, где был тяжело ранен пулей в грудь навылет. В 1814 г. повышен до генерал-лейтенанта.
В 1818 году был начальником 20-й (затем переименованной в 21-ю) пехотной дивизии, расположенной в Грузии; 25 июня 1827 года получил назначение командиром отдельного Сибирского корпуса и генерал-губернатором Западной Сибири. В 1829 году адъютантом Вельяминова был назначен штабс-капитан Айгустов. Развернул мощное фортификационное строительство в киргизских степях, в частности, по его распоряжению была основана станица в Акмоле, впоследствии ставшая современной Астаной — столицей Казахстана.
В 1833 году Вельяминов назначен членом Военного совета, а ещё через 2 года избран в члены Российской академии.
Иван Александрович Вельяминов умер 26 октября 1837 года и был похоронен в Даниловом монастыре.

## Награды
- Орден Святого Георгия 4-й ст. (24.02.1806),
- Орден Святого Александра Невского (19.04.1831);
- Орден Святого Владимира 3-й ст. (20.05.1808),
- Орден Святого Владимира 2-й ст. (1819);
- Орден Святой Анны 1-й ст. (17.11.1812);
- Орден Святого Иоанна Иерусалимского почетный кавалер;
- Орден «Pour le Mérite» (Пруссия);
- Золотая шпага «за храбрость» (20.05.1808)[4];
- Знак отличия «за XV лет беспорочной службы» (1831).